# Система ущелин Торонто
Система ущелин є однією з найвизначніших особливостей рельєфу міста Торонто, яке є центром провінції Онтаріо (Канада). Вона являє собою мережу ущелин, які формують широкий лісопарк, що охоплює велику частину міста. І попри те, що його територія відведена під паркову зону, самі ущелини здебільшого залишаються необлаштованими. Друга назва Торонто «місто-парк» певною мірою походить від нерівномірного рельєфу цього мегаполіса, що має насичений зелений покрив.

## Походження
Територія, на якій нині знаходиться Торонто, була сформована після останнього гляціалу льодовикової ери понад 12,000 років тому. Вона перебувала під льодяним покривом, який посприяв виникненню тонкого шару сипкого піску та уламкового матеріалу на цій місцевості. Протягом тисячоліть невеликі річки та джерела розмивали цей шар, створюючи глибокі ущелини, які є основою формою рельєфу сучасного Торонто та його околиць. На північ від міста знаходиться морена Оак Ріджес Морейн (Oak Ridges Moraine), площа якої складає 1.900 км² (730 mi²). Найширшими ущелинами — долинами, на південь від морени, протікають ріки Гамбер, Дон і Руж, які впадають до озера Онтаріо. Менші річки та джерела Торонто живляться талим снігом і дощами. Ріка Дон належить до збіднілих річок, адже її стік не відповідає ширині долини, по якій вона протікає. 
Незважаючи на густонаселеність індустріального Торонто, первинний вигляд більшості його ущелин був відносно збережений. Передусім це зумовлено загрозою затоплень. Рівень води у ріках та джерелах, що протікають місцевими ущелинами, дуже нестабільний. Наприкінці літа, рівень водних ресурсів багатьох малих річок впадає до мінімуму або ж взагалі вичерпується. А навесні, після сезонних штормів, ріки часто виходять з берегів. Періодично, через кожні декілька десятиліть, затоплені ущелини стають епіцентрами масивних потопів. Востаннє це відбулось у 1954 році, коли унаслідок урагану Гейзел рівень води на вулицях міста перевищив 12 см (4.7 дюймів) лише за один день. Цю воду поглинув ґрунт, який за тиждень дощів вже був перезволоженим. У післявоєнні роки стрімкого розвитку промисловості поряд із ущелинами було зведено декілька багатоповерхових житлових будинків, які отримали катастрофічні пошкодження під час урагану. Загинула 81 людина. Найбільших руйнувань зазнали прибережні райони річки Гамбер. Частина вулиці Реймор Драйв була повністю затоплена. Наслідком цієї трагедії стало впровадження категоричної заборони для будь-якої будівельної діяльності на території ущелин, а також створення природоохоронного органу Toronto and Region Conservation Authority, який відповідає за їх недоторканість. 

## Використання
Перші поселенці одразу зрозуміли, що гравійно-піщані ґрунти унеможливлюють розвиток сільського господарства в ущелинах. На їх територіях протягом дев’ятнадцятого сторіччя проводилися масові лісозаготівельні роботи, які тривали до 1850-го року. Дуже мало дерев пережили цей період. Також європейці використовували енергію спадання води у водяних млинах, які вони будували на місцевих річках до 1914-го року. 
Що стосується річкових долин, то найбільш визначною серед них є долина ріки Дон, яка зазнала найбільшого впливу від діяльності людини. З метою забезпечення розвитку промисловості та захисту від затоплень, південна частина річки була оточена бетонним каналом. Вздовж долини Дону проклали залізничні шляхи, а пізніше шестисмугову автомагістраль Don Valley Parkway. На сьогодні індустріалізація південного Дону припинена і міська влада докладає значних зусиль, щоб повернути цю територію до її природнього вигляду. 
Декілька менших ущелин повністю зникли через промислову діяльність людини. Невеликі річки, такі як Гарісон Крік (Garrison Creek) і Тейдл Крік (Taddle Creek) були майже повністю забетоновані і нині протікають глибоко під центром сучасного Торонто. Перші мешканці міста використовували ці ріки для утилізації відходів, і навіть сьогодні вони продовжують приймати стічні води мегаполіса через дощоприймачі. Також вони сполучені із каналізаційною системою Торонто. Протягом останніх десятиліть міська влада намагається відновити природній стан постраждалих річок. У 2002 році з цією метою була видана відповідна постанова. 
Довгий час більшість ущелин залишалися ізольованими від міста. Мережа автомобільних доріг або оминала їх, або ж проходила по мостам понад ними. Багато людей, які їздили містом, не помічали нерівномірність рельєфу Торонто. Лише останніми роками міська влада почала робити кроки до інтеграції системи ущелин до міської мережі доріг з метою створення додаткових пішохідних зон і велосипедних доріжок.
Певна кількість ущелин нині оточені мощеними дорогами, які дозволяють піднятися сходами і перейти їх по міцним мостам. Але багато інших залишаються необлаштованими, оскільки міська влада намагається не завдавати шкоди природі. Сьогодні такі ущелини дуже популярні серед туристів та велосипедистів. Проте ерозія, а також турбування дикої природи створюють додаткові локальні проблеми.
Незважаючи на те, що ущелини придатні для пішого та велосипедного туризму, ріки та джерела, які протікають ними, залишаються доволі забрудненими, тому купатися і переходити їх в брід не рекомендується. Крім того, мандрувати по ущелинам небезпечно через круті скелі і вузькі тропи. Сходів із поручнями дуже небагато. Течія річок зазвичай дуже стрімка, а температура води в них – низька, тож падіння вниз може виявитися смертельним. Зрештою, в ущелинах росте кропива та отруйний плющ.
Попри той факт, що ущелини знаходяться у центральних районах мегаполісів Північної Америки, це, як правило, нелюдні місця, де часом відбуваються протизаконні дії. Тому жінкам вкрай не рекомендують проходити через них наодинці. Але рівень злочинності в таких районах наразі не високий. Головною проблемою є нелегальний вивіз сміття в ущелини.
Окремі ущелини також відомі як місця гей-круїзингу. До того ж, на їх території проживають бездомні люди, які часом об'єднуються і вибудовують між собою чітку ієрархію. У 2001-му році у канадській газеті Globe and Mail друкували трисерійний сюжет під назвою «The Outsiders» (Вигнанці), який описував життя бездомних людей в ущелинах протягом майже цілого року. Цей сюжет здобув престижну нагороду National Newspaper Award за найкращий документальний матеріал.

## Місцевість
Система ущелин Торонто складається з чотирьох головних груп та великої кількості інших ущелин, які пронизують місто. Ріка Гамбер, яка тече с заходу Америки, утворює природний східний кордон колишнього муніципалітету Етобіко. Вона має декілька приток, зокрема річку Блек Крік, яка розмивала ґрунт, утворивши декілька ущелин на північному заході Торонто. 
Ріка Дон, яка протікає на схід від центру Торонто та впадає в озеро Онтаріо, є частиною найбільшої системи ущелин. Ця ріка (за виключенням її південної частини, яка зазнала майже повної індустріалізації) залишається відносно недоторканою. Система ущелин нижнього Дону розгалужується на захід до району Роздейл і простягається через Батерст-стріт, сягає замурованої річки Касл Френк Брук, яка витікає на перетині проспекту Лоуренс та вулиці Дафферін. Це – найвизначніші ущелини Торонто, що знаходяться недалеко від його центру.
У місці, відомому як Вила Дону (Forks of the Don) до цієї ріки впадають три притоки: Вест-Дон, Іст-Дон, та Тейлор-Мессі-Крік. Кожна з них має власну систему ущелин. Ущелина Вест-Дону простягається з північного заходу через численні парки та розгалужується у районі Норт-Йорк, утворивши при цьому велику кількість ущелин, які пронизують північні околиці Торонто. Іст-Дон протікає ущелиною паралельно з автомагістраллю Don Valley Parkway, що зумовило часткову індустріалізацію притоки, але у північних передмістях вона зберігає природній вигляд. Тейлор-Мессі-Крік витікає зі сходу, протікає по ущелині через район Скарборо до автомагістралі Варден-авеню, де звертає на північ і сягає вулиці Сейнт-Клер-авеню.
Рельєф району Скарборо характеризується двома системами ущелин. У східній частині скель Скарборо Блаффс річка Гайленд-Крік впадає в озеро Онтаріо. Вона має великий басейн і багато приток, які пронизують Скарборо та його околиці.Далеко на схід від Торонто знаходиться річкова система Руж (Rouge River system). Її басейн і розлога система ущелин перебувають у складі парку провінційного значення, що захищає їх від забудов. У червні 2017-го року ущелини східних районів міста стали частиною Національного міського парку Руж (Rouge National Urban Park), який став першим національним міським парком Канади.
Окрім ущелин, що оточують чотири головні річкові системи Торонто, існують і менші ущелини, які пронизують усе місто. Річки Етобіко-крік і Міміко-крік, які знаходяться у західних районах Торонто, мають доволі великі річкові долини. У пляжному районі міста знаходиться ущелина Глен Стюарт, яка вже не має річища. Сьогодні вона входить до однойменного парку. Місце, де басейни трьох річкових систем – Гамбер, Дон і Руж – перетинаються між собою знаходиться на перетині вулиці Батерст та дороги Джефферсон сайдроад, на межі міст Вон та Річмонд-Гілл.

## У культурі
Торонто неможливо уявити без ущелин. Архітектор Ларі Річардс описував рельєф міста словами: «Це Сан-Франциско, перевернутий догори дриґом», посилаючись на пагористу топографію каліфорнійського мегаполіса. Ущелини згадуються у творчості провідних письменників Торонто, таких як Маргарет Етвуд, Енн Майклс, Роберт Фулфорд, Морлі Каллахен і Енн-Марі Макдональд. На їх фоні розгортаються події фільму канадського режисера Атома Егояна «Хлоя», у якому головні герої живуть у будинку понад ущелиною Седарвале. Унікальний рельєф Торонто став однією з головних причин для режисера, щоб знімати цей фільм саме тут. 
Фулфорд писав: «Ущелини – це найвизначніша особливість цього краю, його топографічна ознака. Вони явно оточують нас (хоча ми часто їх не помічаємо), і водночас залишаються рушійною силою для нашого натхнення. Вони є невід’ємною частиною духу міста, яке подарувало світові так багато літературних шедеврів.»